# میکی هارت
میکی هارت (انگلیسی: Mickey Hardt؛ زادهٔ ۲۷ مارس ۱۹۶۹) یک هنرپیشه اهل سوئیس است.
از فیلم‌ها و سریال‌هائی که او در آن نقش آفرینی کرده‌است می‌توان به جکی و خون‌آشامان (۲۰۰۳)، نفرین اژدها (۲۰۰۴)، حلقه آتش (فیلم ۲۰۰۶)، دیو و دلبر (۲۰۱۴)، عشق ممنوعه (سریال از ۱۹۹۵ تا ۲۰۱۵) اشاره کرد.